# حق وران
حق‌ وران هي قرية في مقاطعة سلماس، إيران. يقدر عدد سكانها بـ 553 نسمة بحسب إحصاء 2016.